# Synagoga Magen Avot
Synagoga Magen Avot (v překladu do češtiny synagoga Štít otců, anglicky Maghain Aboth Synagogue) je synagoga v Singapuru. Byla postavena v roce 1878, rozšířena v roce 1924, a je nejstarší dochovanou synagogou v Jihovýchodní Asii. Je stále funkční. Nahradila původní synagogu, postavenou ve čtyřicátých letech 19. století.